# 1908年鐵路
此條目列出1908年發生有關鐵路運輸的事件。

## 事件

### 2月
- 2月25日：哈德遜及曼哈頓鐵路通車。
- 2月28日：鳳山支線打狗川橋（愛河橋）竣工，至此鳳山支線可與縱貫線接軌。

### 3月
- 3月25日：華盛頓、巴爾的摩及安納波利斯電氣鐵路（英语：Washington, Baltimore and Annapolis Electric Railway）將來往華盛頓特區至安納波利斯的路線延長至巴爾的摩[1]。

### 4月
- 4月20日：縱貫線南北段接通，全線通車。

### 5月
- 5月1日：大都會鐵路漢默史密斯支線加設伍德巷站（英语：Wood Lane tube station (Metropolitan line)）。

### 6月
- 6月30日：蒸汽列車最後一日在哈萊姆河以南運行。

### 8月
- 8月7日：紐西蘭鐵路局（英语：New Zealand Railways Department）首次來往威靈頓和奧西蘭[2]。

### 9月
- 9月1日：漢志鐵路通車，來往阿拉伯半島的大馬士革至麥地那[3]。
- 9月23日：橫濱鐵道線通車。

### 12月
- 12月15日：滬寧鐵路無錫至南京段通車，全線通車。